# Jimramovské mlýny
V Jimramově v minulosti stávaly čtyři vodní mlýny – Horní mlýn, Zámecký (též Prostřední či Urbanův) mlýn, Mostní (též Dolní či Krausův) mlýn a Dolní (též Podmelovský) mlýn (u dnešního Benátského mostu).

## Horní mlýn

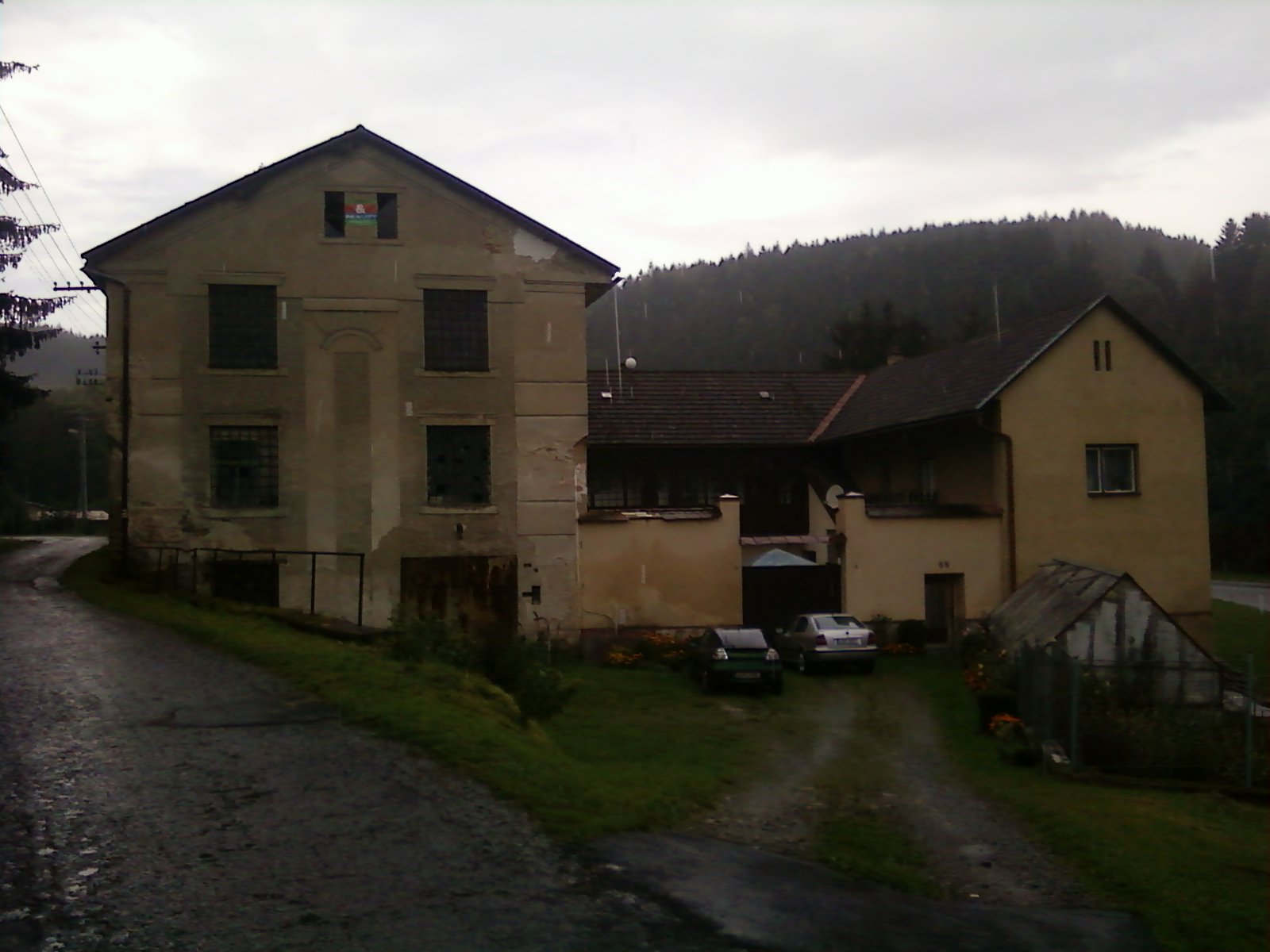
Horní mlýn

### Historie
Mlýn pravděpodobně vznikl okolo roku 1500, ale první zmínky spadají až k roku 1600. V roce 1607 jej koupil majitel jimramovského panství Jan Dubský z Třebomyslic. Roku 1614 jej získala Alyna Dubská ze Zdětína. V té době mlýn ve špatném stavu, proto musel být znovu vystavěn. V roce 1631 se u mlýna zmiňuje pila. Roku 1749 jej odkoupil František Dvořáček, první se soukromých vlastníků mlýna. V roce 1920 mlýn vyhořel a zůstala pouze pila. Po požáru provoz už nebyl obnoven. Ve mlýně bylo zřízeno faktorství koberců, do roku 1970 zde fungoval sklad obilí. Pila byla využívána do roku 1948. Obytná část je využívána jako byt.

### Přívod vody
Voda byla do mlýna přiváděna náhonem ze Fryšávky a od mlýna pokračovala náhonem do rybníka u Zámeckého mlýna.

### Podoba
Podle dochovaných fotografií měla budova vysokou mansardovou střechu krytou šindelem. Při obnově po požáru bylo budově mlýna přistavěno patro.

## Zámecký mlýn

### Historie
Nejstarší záznam o Zámeckém mlýně pochází z purkrechtních knih, kde se píše o Vítu Šmídovi, od něhož později koupil mlýn Jimramov. Před rokem 1589 se dostal do vlastnictví vrchnosti a provozovateli byli nájemníci. Po roce 1920 zřídili u mlýna elektrárnu. Posledním nájemníkem byl v roce 1909 Josef Urban (odtud také další označení - Urbanův mlýn). V roce 1948 došlo ke znárodnění a zastavení provozu. Dne 11. února 1957 rozhodla komise Krajského národního výboru z Pardubic o zbourání mlýna a zasypání rybníka s náhonem, nicméně ke zbourání a zasypání došlo až v 80. letech 20. století.

### Přívod vody
Voda byla vedena náhonem přes Horní mlýn do rybníka, který pravděpodobně tvořil obrannou soustavu zámku (a dříve snad i tvrze). Z rybníka pokračoval náhon až do okolí parku Bludník, kde se nedaleko současného soutoku Svratky a Fryšávky vléval právě do Fryšávky. V těchto místech jsou stále patrné zbytky po náhonu.

### Mlýn na dolní vodu
Krátkou dobu existoval v Jimramově také pátý mlýn. Stával při stavení čp. 52 (tzv. Šedovo – nachází hned nad rodným domem bratří Mrštíků) a vznikl na začátku 19. století. V té době se sem přiženil mlynář František Pešek. Mlýn zanikl před nebo kolem roku 1873, kdy se zde narodil Rudolf Šeda, který mlýn ve svých pamětech vzpomíná jako zaniklý.

## Mostní mlýn

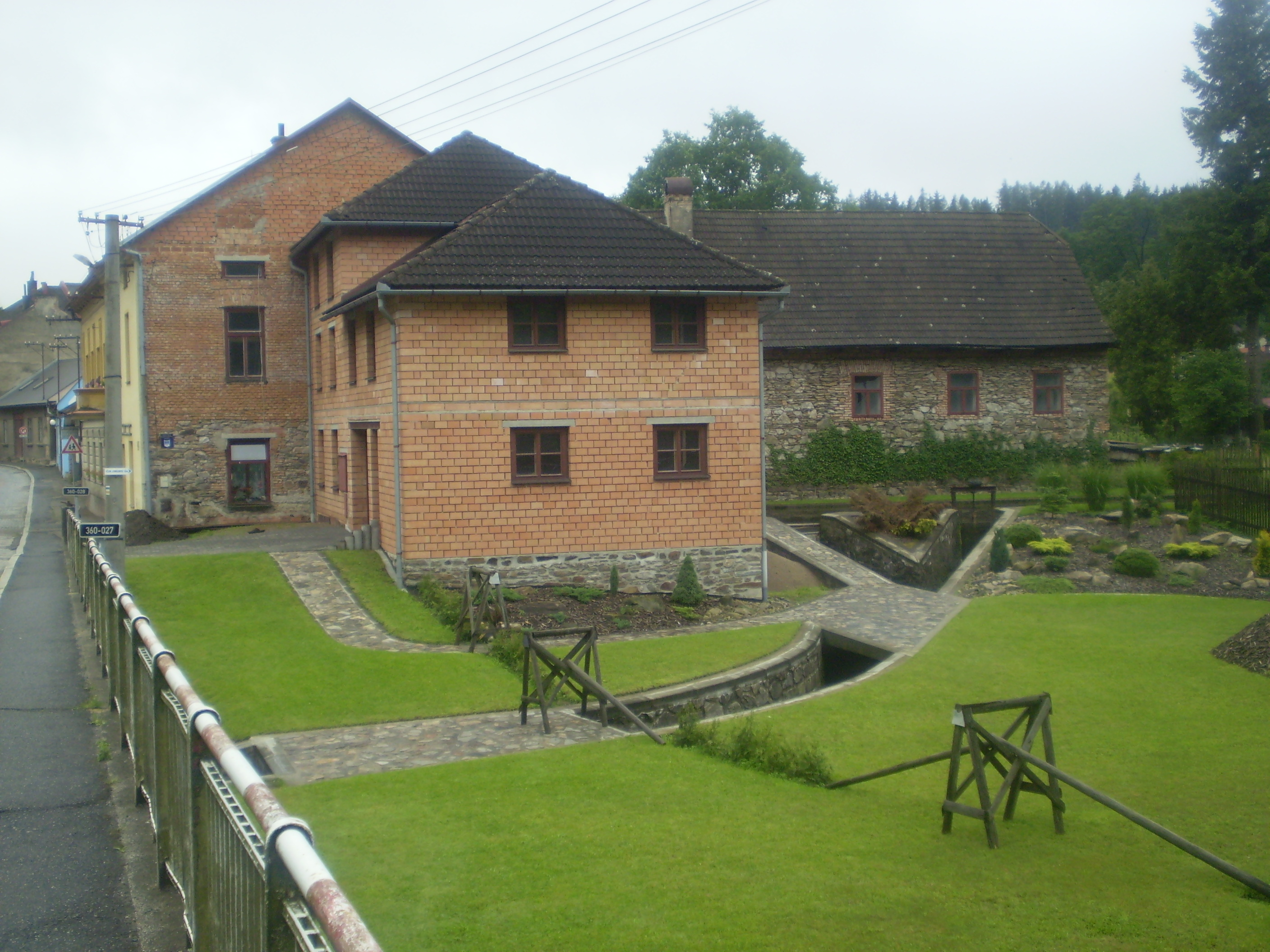
Mostní mlýn

### Historie
Mostní mlýn vznikl pravděpodobně v 15. století. Během své existence prošel řadou přestaveb, přibyla také pila, která fungovala až do přestavby v roce 1914. Místo ní vznikla turbína elektrárny, která do 30. let 20. století zásobovala elektřinou celý Jimramov. V roce 1945 se mlýn dostal do majetku státu, v roce 1950 pak do rukou hospodářského družstva. Následujícím majitelem byly Jihomoravské mlýny Kyjov a poté byl provoz mlýna zastaven. Roku 1990 jej v restituci obdržela zpět rodina Petrů a po opravě je zde v provozu elektrárna.

### Přívod vody
V době vzniku mlýna byla voda přiváděna pomocí Fryšávky. Teprve v 16. století za Vratislava z Pernštejna došlo k vytvoření náhonu ze Svratky od Sedlišť ke Kabačce, kde v té době býval soutok Svratky s Fryšávkou a o kousek dál přitéká také Trhonský potok. Současný soutok Svratky s Fryšávkou vznikl až v letech 1680-1687, kdy Filip Novohradský z Kolovrat převedl tok Svratky do současné podoby. Náhon měl část své cesty společnou s tehdejší Fryšávkou.

### Podoba
Asi 50 metrů proti proudu Fryšávky (dnes Svratky) byl vybudován splav, ze které vede ke mlýnu náhon. Před vstupem do vantrok jsou umístěna kovová česla, která slouží k zachycení nečistot. Mlýn měl dvě mlýnská kola, která byla umístěna osami kolmo na sebe. Horní (hlavní) kolo pohánělo mlýn, spodní kolo zase pilu.
Původně se jednalo o přízemní budovu se šindelovou střechou. Během své existence prošel řadou přestaveb, během nichž byla budova o patro zvýšena.

### Nález Bible ze 17. století
Při opravě mlýna byla v mlýnském kole objevena vlhkostí velmi poškozená Bible. Uložena sem byla pravděpodobně v období protireformace ve 2. polovině 17. století či v 18. století. Na knize se nachází letopočet 1631 a také nápis se jménem Josefa Pánka. Podle Emila Čermáka, autora Kroniky Zubří země, byl Josef Pánek nájemcem v letech 1841-1869. V roce 1843 došlo k přestavbě mlýna a při ní byla Bible pravděpodobně objevena. Poté byla uchovávána v rodině až do poloviny 20. století, kdy ji poslední z rodiny Pánků darovala kralickému muzejnímu spolku. Dnes je po restauraci součástí expozice v Kralicích.

## Dolní mlýn

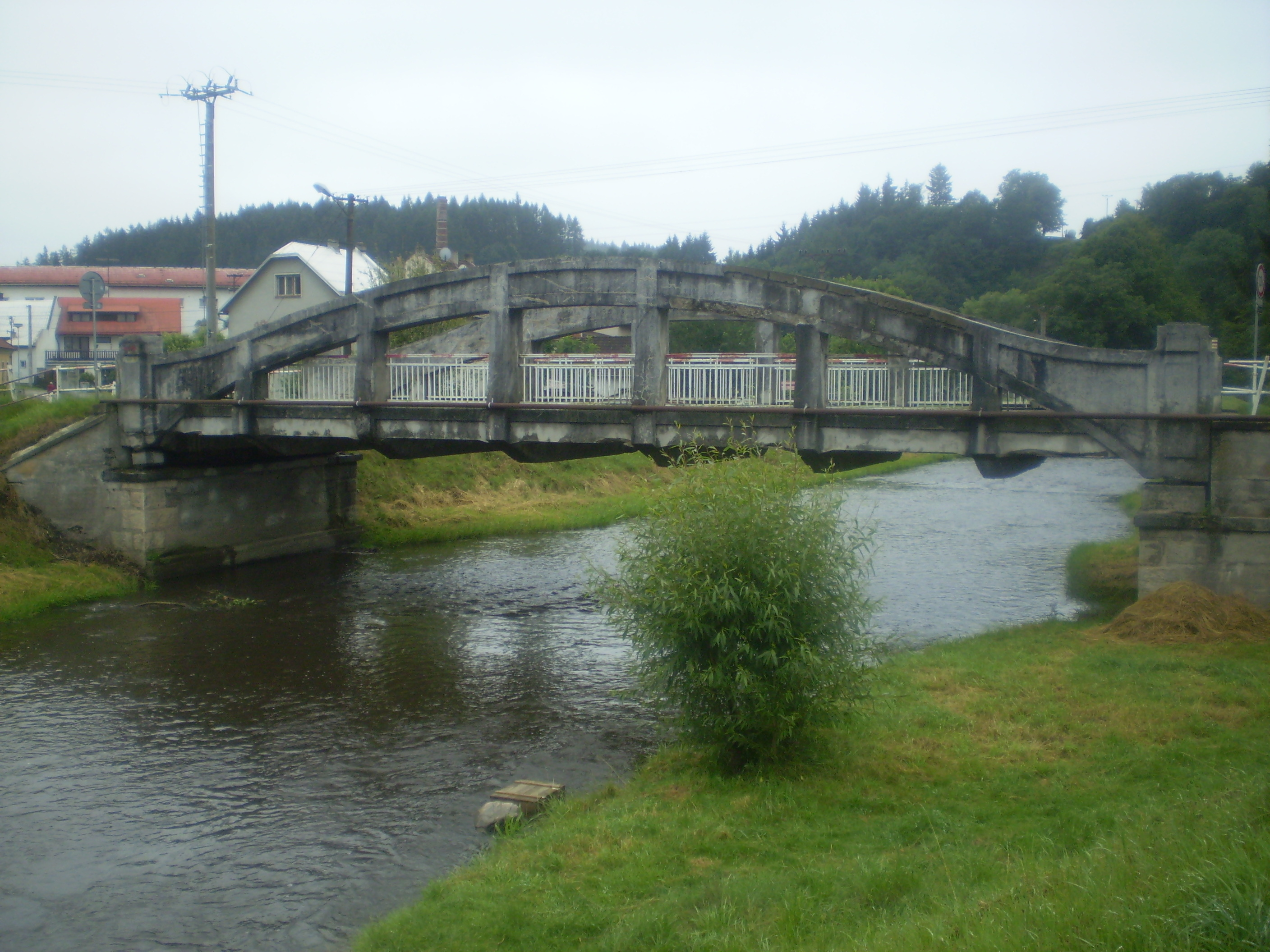
Benátský most, který stojí v místech bývalého Dolního mlýna

### Historie
Názvem Dolní mlýn bývá často označován Mostní mlýn. Na plánu zástavby Jimramova z doby kolem roku 1590 je však zaznamenán ještě další mlýn, v místech dnešního Benátského mostu. Dolní mlýn byl postaven právě kolem roku 1590 na řece Svratce u dolního ostrova. V roce 1631 je jako majitel uváděn Bernhard Prakšický ze Zástřizlů. V roce 1632 mlýn pravděpodobně zanikl. Důvod zániku není přesně znám - pravděpodobně se jednalo o povodeň, při které byl stržen, nebo zpustl za třicetileté války a poté nebyl obnoven.

### Podoba
Mlýn byl postaven na malém spádu řeky, a proto musel být řešen jinak než ostatní jimramovské mlýny; nemohl být poháněn horní vodou, mlýnské kolo tak musela pohánět spodní voda. Typově se jednalo o poříční mlýn. Stával na pilotech zapuštěných částečně do břehu a částečně do řeky a stavba byla celá dřevěná. Mlýn byl často poškozován povodněmi a při jedné byl pravděpodobně také stržen.